# Azelia dorsalis
Azelia dorsalis är en tvåvingeart som först beskrevs av Robineau-desvoidy 1830.  Azelia dorsalis ingår i släktet Azelia och familjen blomsterflugor.
Artens utbredningsområde är Frankrike. Inga underarter finns listade i Catalogue of Life.